# Jäders kyrka
Jäders kyrka är en kyrkobyggnad i Jäder i Strängnäs stift. Den är församlingskyrka i Kafjärdens församling.

## Kyrkobyggnaden
Jäders kyrka, dominerande belägen på en kulle över slättbygden, är byggd av sten och tegel. Den består av långhus, ett rakt avslutat kor av samma bredd i öster, sakristia i norr, gravkor som pendang till sakristian i söder, vapenhus i söder samt torn i väster. Gravkoret och sakristian bildar korsarmar och ger kyrkan en korsformig plan. Murarna genombryts av spetsbågiga fönsteröppningar. De höga sadeltaken är skifferklädda. Tornet kröns av en spira i flera avsatser. I exteriören märks tornets blinderingar, äldre inmurade stenar och andra detaljer, men kyrkans yttre präglas främst av de rika gaveldekorationerna i sandsten från 1640- och 1650-talen.

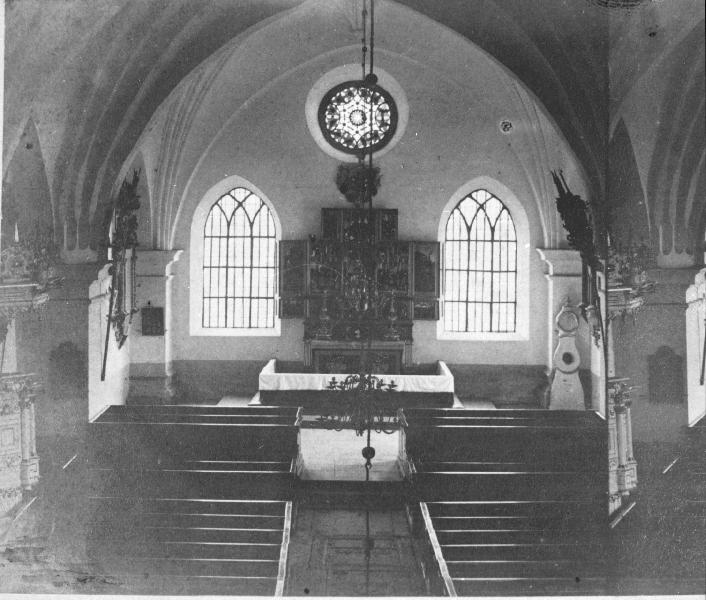
Interiör 1964.

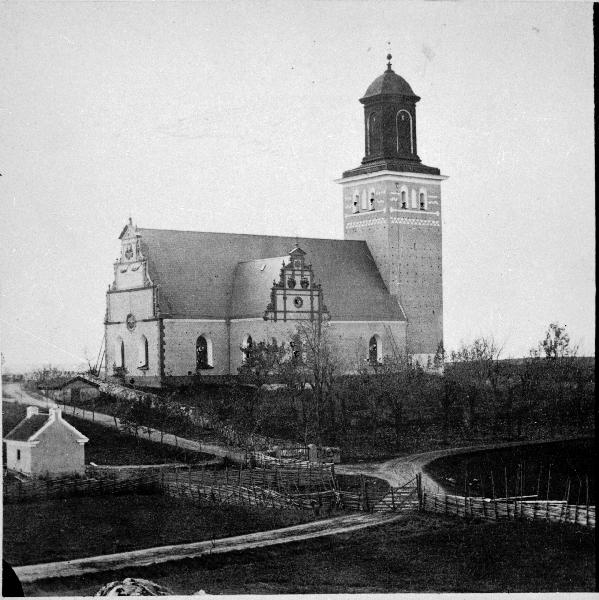
Kyrkan mot sydväst 1964.

Kyrkan räknas som ett av landets främsta verk från renässansen. Interiören nås genom praktfulla portaler i vapenhuset och i väster. De putsade och vitkalkade väggarna och valven ger kyrkorummet en enhetlig prägel. Valven är dels senmedeltida, dels från mitten av 1600-talet. Östpartiets prägel av centralkyrka är inte lika markerad interiört. Här råder en sengotisk rumsgestaltning med betoning av längdriktningen. Kyrkan är rik på gravminnen. Däribland finns flera stora epitafier från 1600-talets mitt utförda av Heinrich Wilhelm och det senmedeltida altarskåpet är ett av landets förnämsta Brysselskåp.

## Historik
Kyrkan har en komplicerad byggnadshistoria. I norra muren ingår delar av en romansk 1100-talskyrka som breddades och förlängdes mellan 1250 och 1300 och gavs troligen formen av en salkyrka, med sedermera rivna vapenhus både i söder och i norr samt sakristia i norr. Under 1400-talet byggdes tornet och kyrkan välvdes.

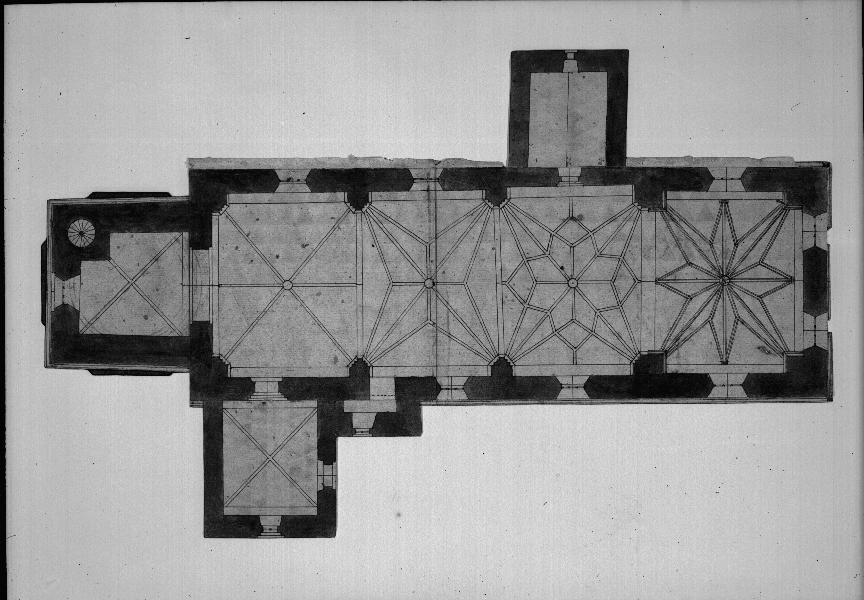
Planritning av Jean de la Valée.

Under 1640-talet lät Axel Oxenstierna bygga om kyrkan i flera etapper efter ritningar av Nicodemus Tessin den äldre, som här utförde ett av sina första arbeten i Sverige. Jäders kyrka blev Axel Oxenstierna egen begravningskyrka. Ett nytt kor byggdes 1641–1643. Åren 1651–1652 byggde man sakristia och vapenhus och 1659 uppfördes det Braheska gravkoret som en tillbyggnad mot söder. Nya delen försågs med sandstensdekorerade praktgavlar under ledning av Heinrich Wilhelm. Han gjorde även de skulpterade portalerna. Tornspiran som är ritad av arkitekt Helgo Zettervall sattes upp 1880.
I slutet av 1600-talet slog blixten ner i kyrkan och dödade en man, vars hattrester ännu finns bevarade i kyrkan. Under resterna av hatten står att läsa: "Gud dundrar med sitt dunder grufweliga. Anno 1694".

## Inventarier
- Av kyrkans rika inredning märks främst altarskåpet från 1514, (bilder), tillverkat vid Jan Bormans verkstad i Bryssel. Det har målningar av Jan II van Coninxlo. Altarskåpet har tidigare tillhört Storkyrkan i Stockholm.
- I kyrkan finns en dopkittel av brons från 1533. (bild). Den står på en kalkstensfot från 1200-talet. Cuppan har bevarats i fragmentariskt skick.
- Predikstol från 1654.
- Väggbonader under dopkitteln av Märta Afzelius och Birgitta Hagnell-Lindén.

## Gravminnen

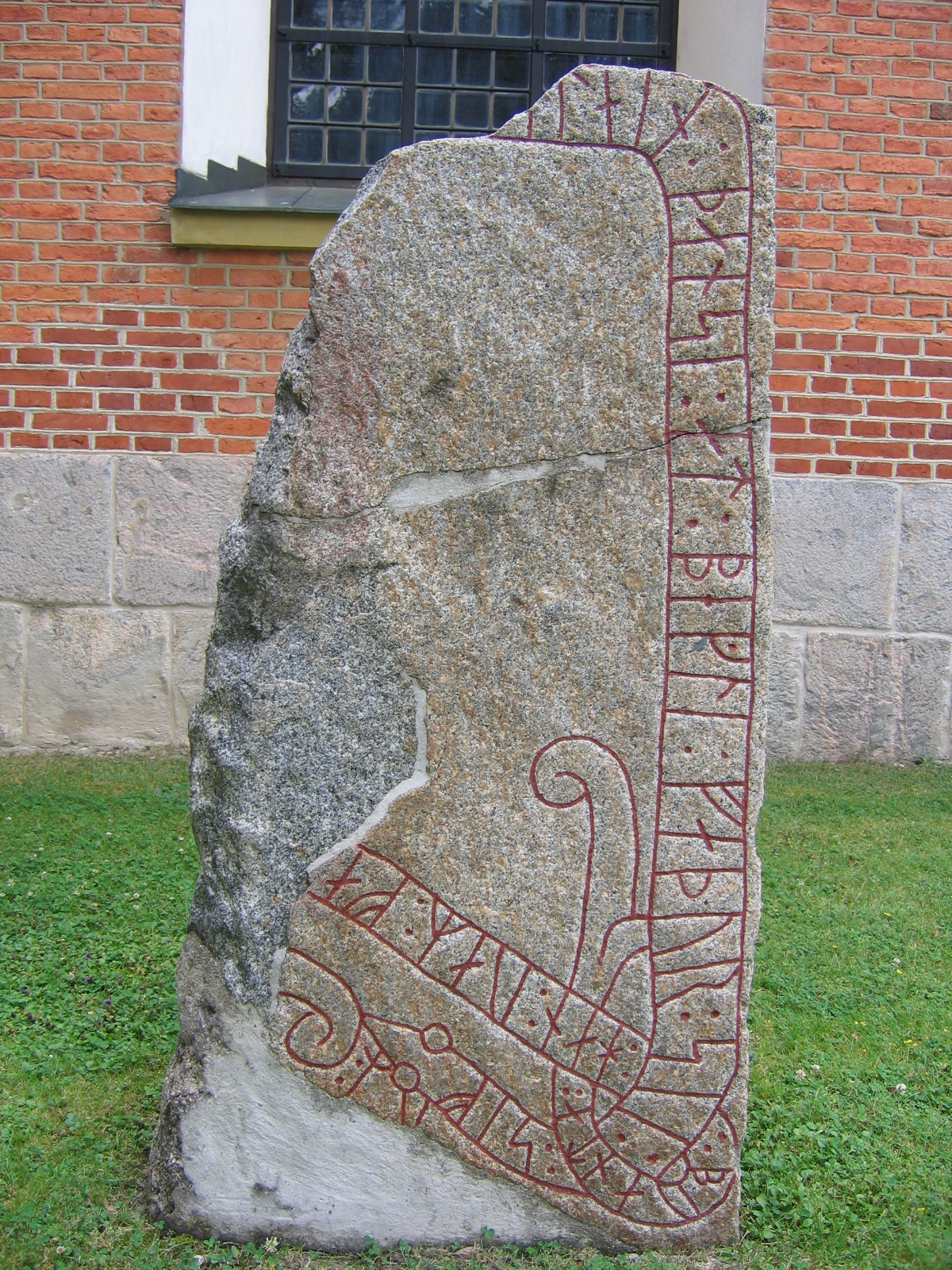
Runsten Sö 96 vid kyrkan.

I kyrkan finns ett stort antal gravminnen. Under golvet finns flera gravvalv:
- Braheska gravkoret
- Braheska gravvalvet
- Fiholmsgraven
- Oxenstiernska gravvalvet
- Wuddska gravvalvet

## Epitafier
Det finns en större mängd epitafier (begravningsvapen), upphängda på kyrkans väggar. Dessa användes i samband med adelsmäns begravning. De bars i processionen. Först bars ett s.k. huvudbanér, innehållande den dödes vapensköld med mera samt en inskription med data om den avlidne. Jämte detta bars ofta den dödes förfädersvapen, s.k. anvapen, dels fäderne, dels möderne. I vissa fall anbringades anvapnen på själva huvudbanéret. I andra fall kunde huvudbanéret på sidorna ha anvapnen hopkomponerade.

## Orglar
Kronologi:

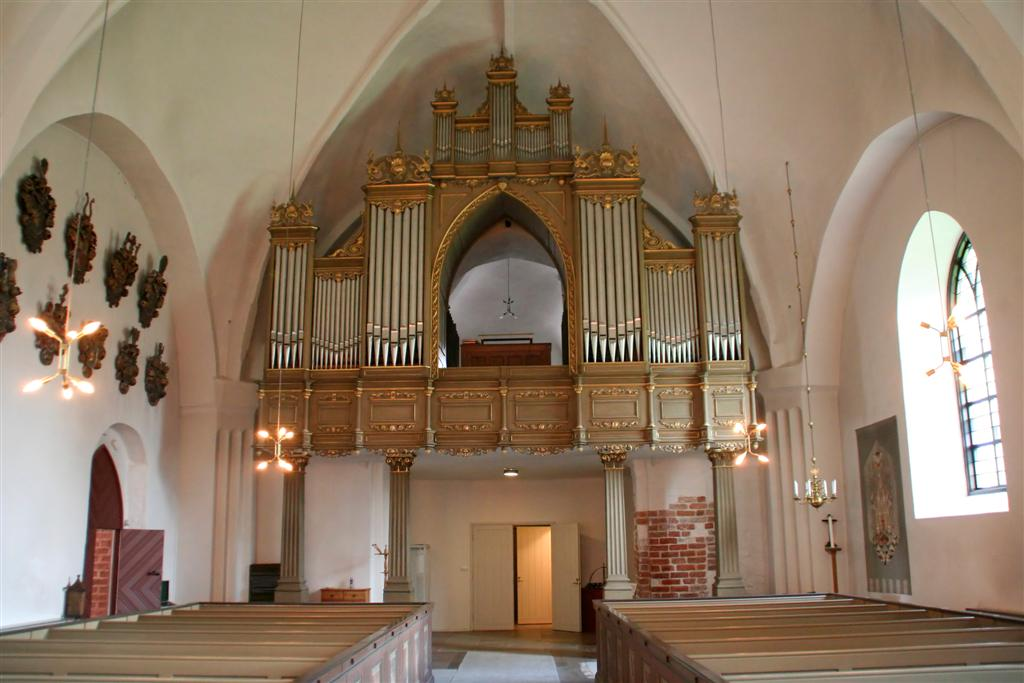
Kyrkans bakre del med orgeln.

- 1697: Orgel- & klavérbyggare Georg Woitzig, Stockholm, bygger ett 8-stämmigt orgelverk. 1719 reparerades orgeln  av Johan Niclas Cahman, en gesäll och organisten i Strängnäs.[1] 1744 reparerades orgeln och utökas med 2 stämmor (Trumpet 8' och Vox humana) av orgelbyggare Daniel Stråhle.[2] 1866 flyttas instrumentet till Stenkvista kyrka.

| Manual        |
| Principal 8'  |
| Kvintadena 8' |
| Gedackt 8'    |
| Oktava 4'     |
| Gedackt 4'    |
| Kvinta 3'     |
| Kvinta 2'     |
| Deciam 4'     |
| Trumpet 8'    |
| Vox humana    |

- 1866: Orgelbyggare Per Larsson Åkerman, Stockholm, bygger en 12-stämmig orgel.
- 1937: Bakom fasaden från 1866 bygger firma Olof Hammarberg, Göteborg, en  3-manualig pneumatisk orgel med rooseveltlådor.

Disposition:
| Huvudverk I                      | Svällverk II      | Svällverk III     | Pedal               | Koppel           |
| Borduna 16’                      | Flöjtprincipal 8’ | Gedakt 8’         | Subbas 16'          | II/I             |
| Principal 8’                     | Rörflöjt 8’       | Salicional 8'     | Octava 8’           | III/I            |
| Flöjt Harmonik 8’                | Kvintadena 8’     | Vox Céleste 8'    | Gedakt 8'           | III/II           |
| Viola di Gamba 8’                | Gemshorn 4'       | Nachthorn 4’      | Koralbas 4’         | I/P              |
| Octava 4’                        | Nasard 2 2/3’     | Principal 2’      | Trumpet 16’         | II/P             |
| Flöjt 4’                         | Blockflöjt 2’     | Zimbel II fack    | Autom. pedalväxling | III/P            |
| Rauschkvint II fack, 2 2/3’ + 2’ | Ters 1 3/5’       | Crescendosvällare |                     | 16' II/I         |
| Mixtur IV fack                   | Krumhorn 8’       |                   |                     | 16’ III/II       |
| Trumpet 8’                       | Tremulant         |                   |                     | 4’II/I           |
|                                  | Crescendosvällare |                   |                     | 4’ III/II        |
| 2 fria kombinationer             |                   |                   |                     | Registersvällare |

## Tiondebod
Vid den före detta prästgården har en tiondebod av tegel från senmedeltiden bevarats.

## Bilder

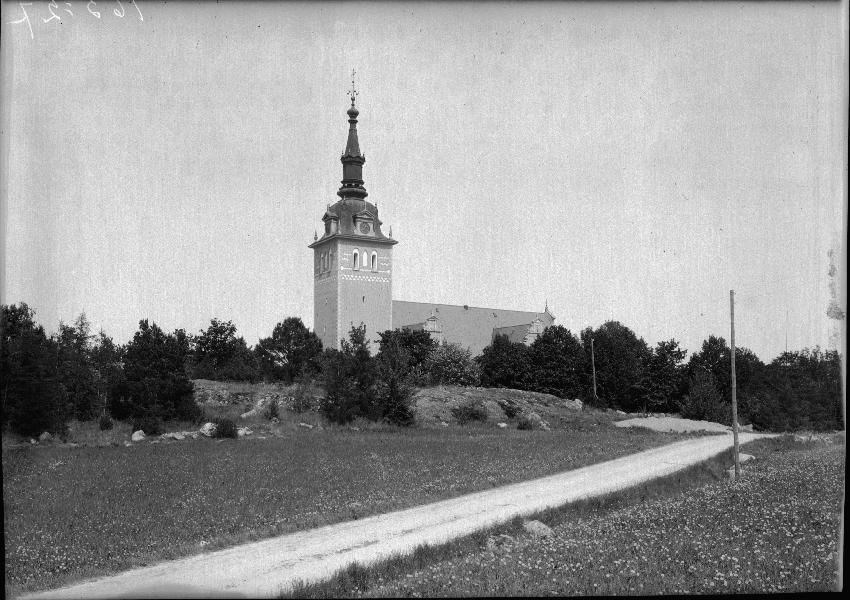
Foto mot sydväst av Oscar Halldin 1904-1906.
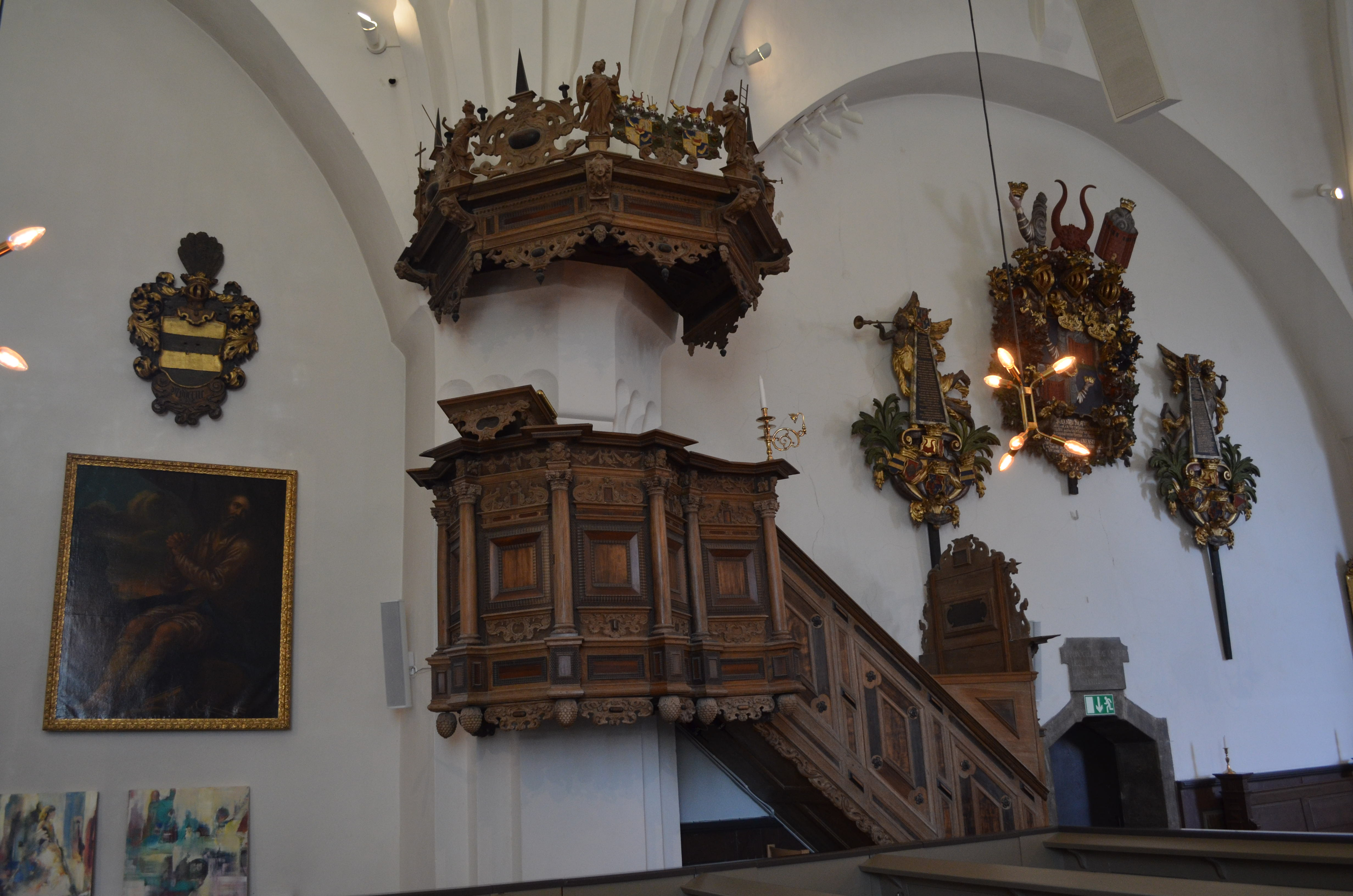
Predikstolen
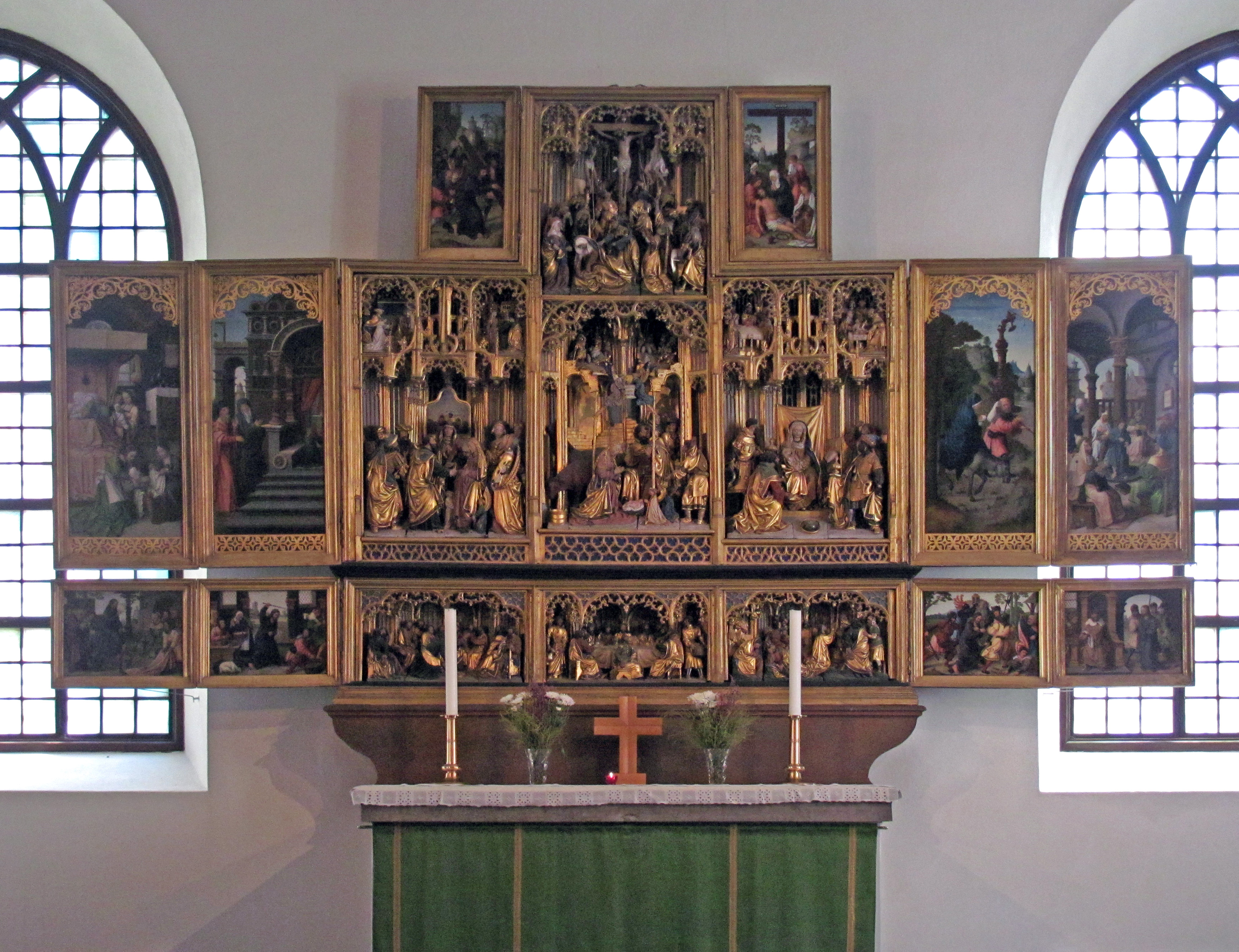
Altarskåpet från 1514
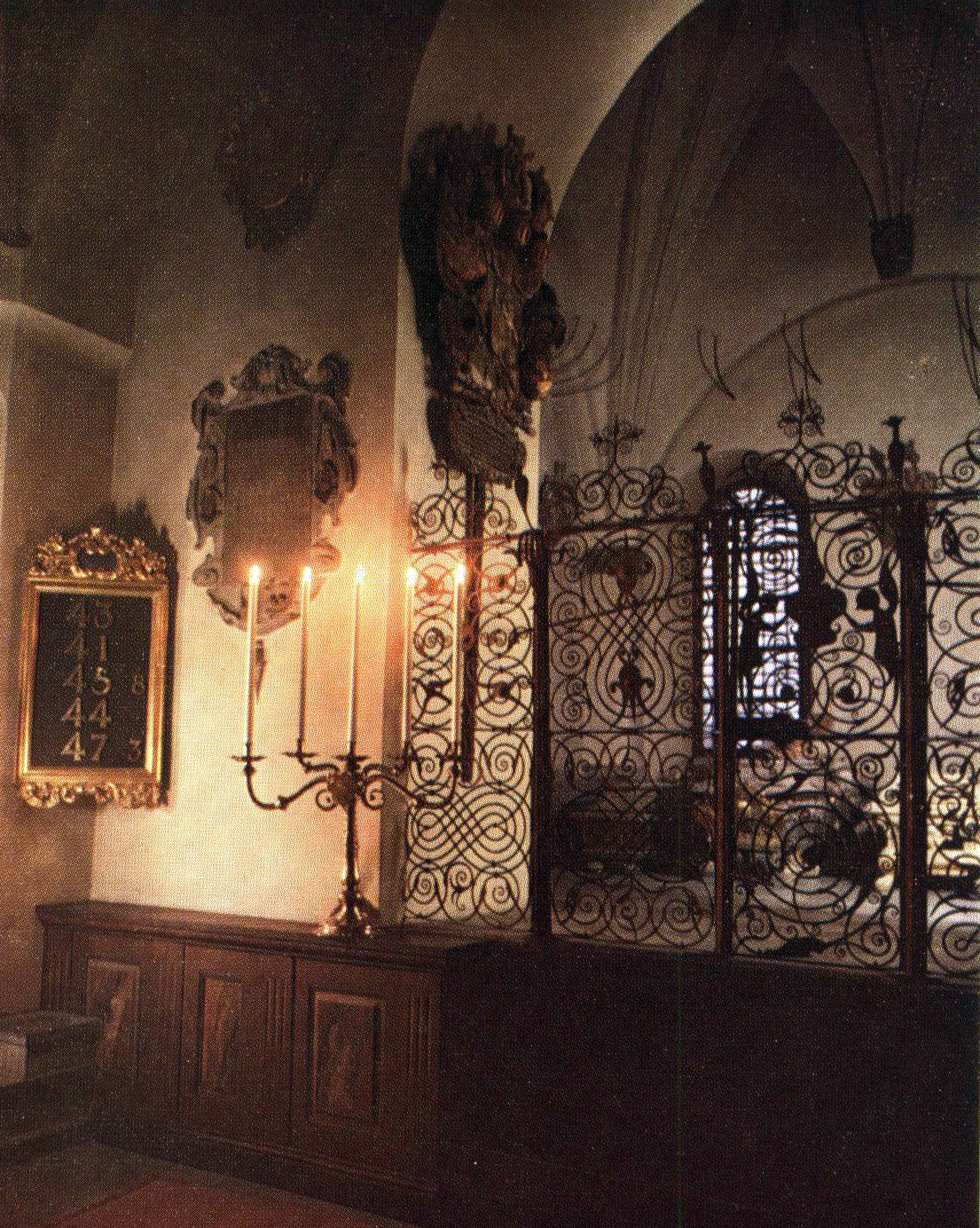
Brahekoret
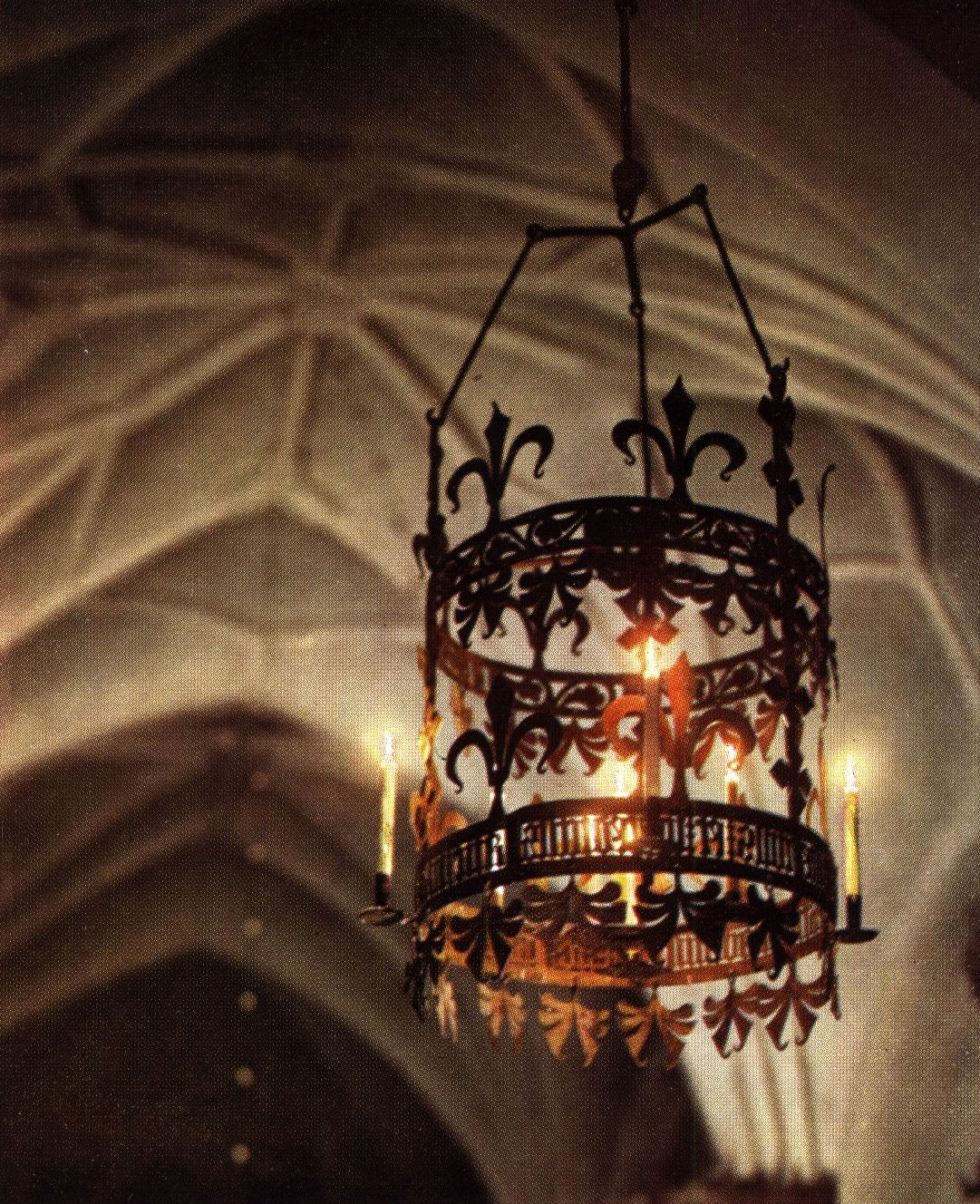
Ljuskrona i högkoret
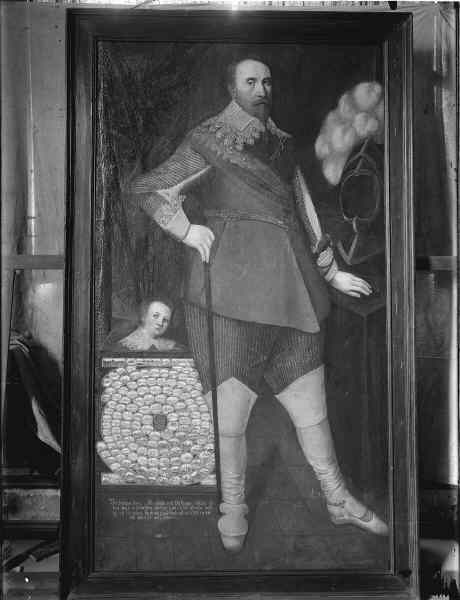
Fotografi av ett porträtt på Gustav II Adolf efter en restaurering.
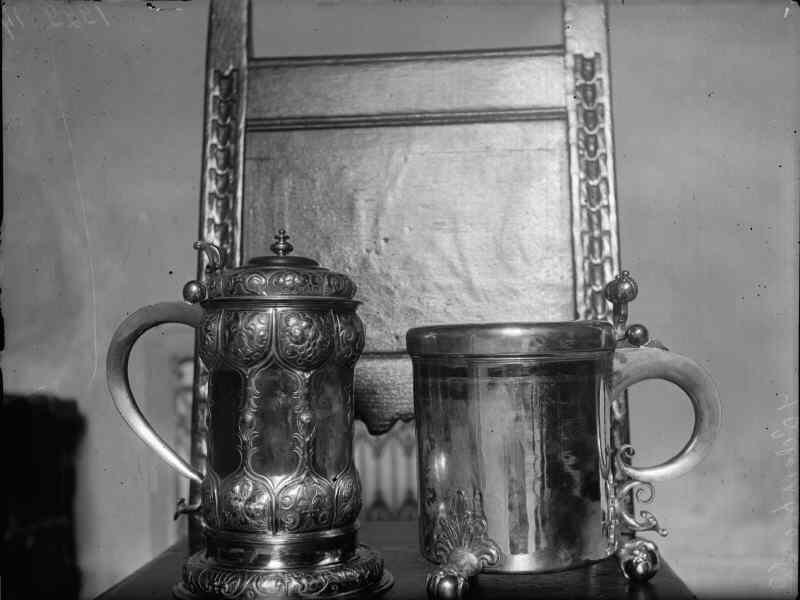
Kanna av förgyllt silver till vänster, enligt stämplar tillverkad av guldsmeden Hans Scholler vid 1600-talets mitt. Kanna av silver till höger med fötter som gripklor. Skänkt 1653 av stallmästaren Paul Wudd.
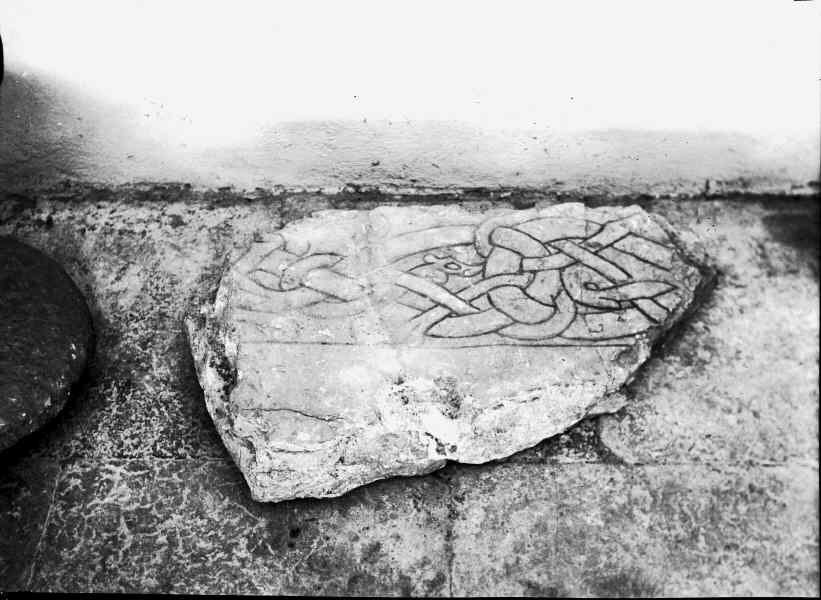
Gravhäll, lagad och uppställd i vapenhuset 1938.